# Анхольм, Мария
Мария Элисабет Анхольм, урождённая Эберг (швед. Maria Elisabeth Anholm; 1851, Стокгольм — 1946, Хеллеруп, Дания) — шведская писательница и миссионер.

## Биография и творчество
Мария Эберг родилась в 1851 году в Стокгольме. Она получила педагогическое образование, но занималась преимущественно литературной деятельностью. В 1882 году Мария вышла замуж за датского офицера морского флота Вильяма Анхольма и поселилась с ним в Хеллерупе близ Копенгагена. Однако спустя два года муж Марии умер. Детей у них не было. Мария Анхольм осталась жить в Дании, публиковала книги и писала статьи для датских и шведских журналов на темы, связанные с защитой прав женщин.
Стипендия фонда Ларса Йерты позволила ей предпринять в 1906 году учебную поездку в Германию и Швейцарию, где она, в числе прочего, изучала условия жизни женщин-рабочих. В 1907 вышла её книга «Fabriksarbeterskan», описывающая влияние физических условий, социальной среды и психологической атмосферы на женщин — работниц фабрик. Кроме того, она подробно описывает дома, созданные католическими и протестантскими организациями для проживания работающих женщин, и выражает надежду, что подобные дома появятся и в Швеции.
Позднее Мария Анхольм совершала другие подобные поездки, в том числе во Францию, в Италию и на Кавказ. По итогам своих путешествий она публиковала как произведения в жанре путевых заметок, так и работы исследовательского характера. В 1892 году её книга для юношества «Vikingar och deras ättlingar» («Викинги и их потомки») получила премию Ассоциации Фредрики Бремер.
После повторного путешествия на Кавказ Мария Анхольм написала книгу «Det dödsdömda folkets saga» (1906), в которой рассказывала о массовых убийствах армян в 1894—1896 годах. В этой книге она, вероятно, первой в Швеции использовала термин «folkmord» — «геноцид». Кроме того, Анхольм интересовалась народом езидов и в своих произведениях описывала их верования, обычаи и традиции. Сама она узнала о езидах от своей сестры, миссионерки Иды Эберг, и затем, побывав в Тбилиси, глубоко прониклась бедственным положением этого народа. Впоследствии она, при поддержке миссионерских организаций, инициировала строительство детского приюта, школы и лечебных учреждений для езидов. Этой деятельностью она занималась до самой смерти, в том числе во время Первой мировой войны.
Мария Анхольм умерла в 1946 году.